# Shine a Light
Shine a Light är ett livealbum av The Rolling Stones, utgivet 1 april 2008 som soundtrack till Martin Scorseses konsertfilm med samma namn. Det spelades in 2006 under turnén A Bigger Bang Tour.

## Låtlista
Samtliga låtar skrivna av Mick Jagger och Keith Richards, om annat inte anges.

### Skiva 1
1. "Jumpin' Jack Flash" - 4:22
2. "Shattered" - 4:06
3. "She Was Hot" - 4:44
4. "All Down the Line" - 4:35
5. "Loving Cup" - 4:02 (med Jack White)
6. "As Tears Go By" ( Jagger/Richards/Oldham) - 3:31
7. "Some Girls" - 4:19
8. "Just My Imagination" (Whitfield/Strong) - 6:39
9. "Faraway Eyes" - 4:37
10. "Champagne & Reefer"  (Muddy Waters) - 5:58 (med Buddy Guy)
11. "Tumbling Dice" - 4:24
12. "Band Introductions" - 1:39
13. "You Got the Silver" - 3:22
14. "Connection" - 3:37

### Skiva 2
1. "Martin Scorese Intro" - 0:12
2. "Sympathy for the Devil" - 5:56
3. "Live with Me" - 3:54 (med Christina Aguilera)
4. "Start Me Up" - 4:05
5. "Brown Sugar" - 5:36
6. "(I Can't Get No) Satisfaction" - 5:37
7. "Paint It Black" - 4:28
8. "Little T&A" - 4:09
9. "I'm Free" - 3:30
10. "Shine a Light" - 4:05